# São Domingos do Prata
São Domingos do Prata é um município brasileiro no interior do estado de Minas Gerais. Sua população foi estimada em 17 771 habitantes em 2024. Situa-se na região do médio rio Piracicaba.

## História

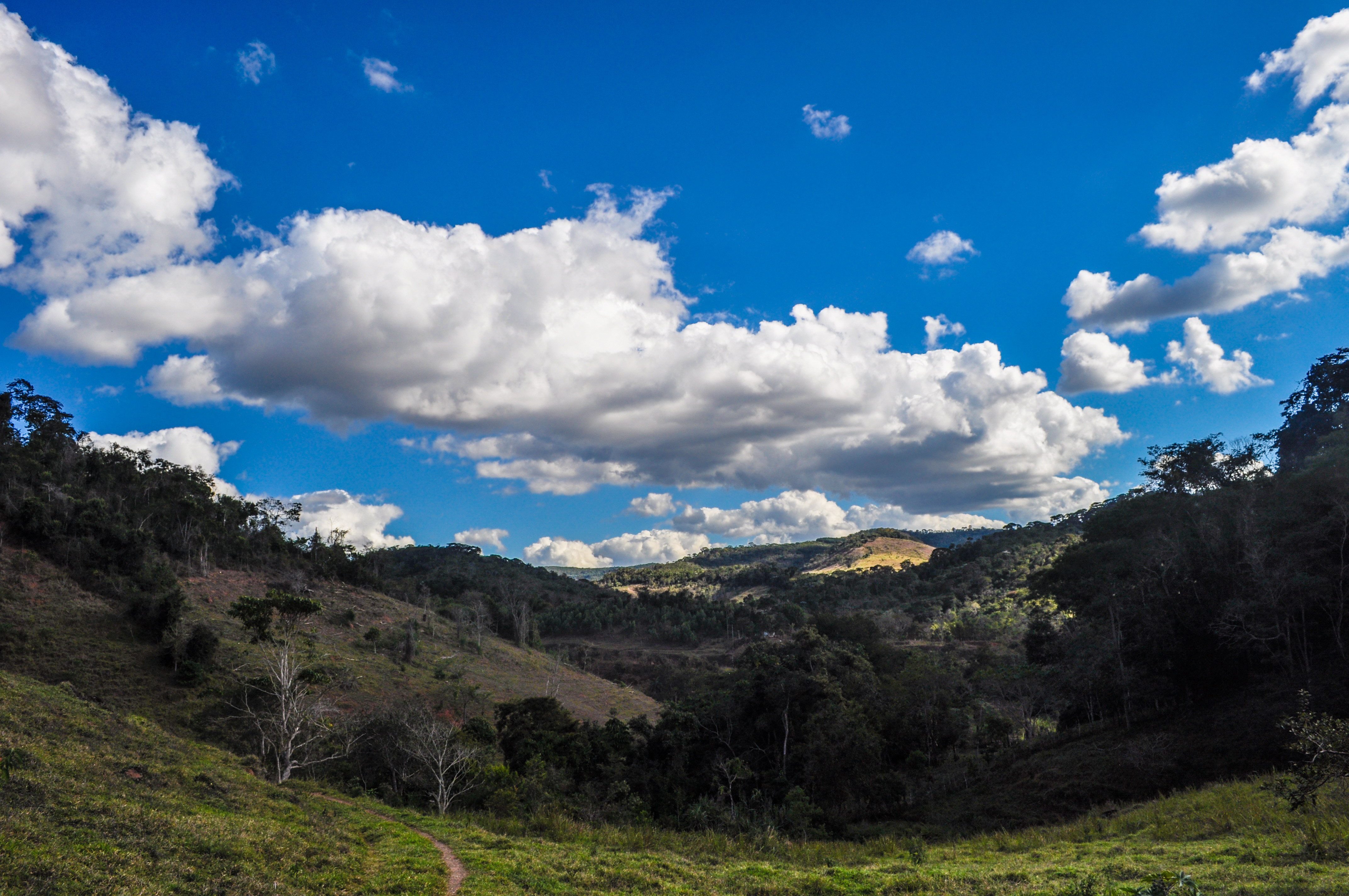
Relevo ondulado na zona rural de São Domingos do Prata

O território de São domingos do Prata era constituído de densas florestas habitadas pelos povos indígenas botocudos. O primeiro colonizador foi o sertanista Domingos Marques Afonso, que obteve uma sesmaria de terra fértil e convidativa para a atividade agrícola.
Após a ocupação e iniciada a exploração do terreno, o desbravador se viu perdido em plena floresta, onde permaneceu vários dias, alimentando-se de frutas e raízes. Sem esperança de se salvar, esperou ser morto. Por seu espirito religioso, gravou seu pensamento em uma raiz de sapoquema, fazendo uma promessa pela intercessão do seu homônimo, São Domingos de Gusmão, que doaria um patrimônio no lugar onde se achava plantada a sua roça de milho. Pelo seu esforço e ajudado pela fé, conseguiu chegar são e salvo a sua casa.

Este fato se deu em 1758 e, em 1870, a inscrição na raiz de sapoquema foi encontrada por Severiano Costa Lima e confirmada pelas narrações de pessoas que conviveram com Domingos Marques Afonso:
"Aqui passei uma noite às claras, esperando o momento de ser atacado pelos Bugres e pelas onças ou ser picado por uma cobra venenosa, 23 de março de 1758, Domingos Marques Afonso".
Em 1760, Domingos Marques Afonso e Antônio Alves Passos deram início a construção da capela dedicada a São Domingos Gusmão, onde hoje se ergue a Igreja Matriz de São Domingos do Prata, topônimo formado pelo Santo Padroeiro e completado pela alusão ao Rio da Prata que banha a cidade, denominação esta já existente desde a formação do arraial por pessoas que acorreram à região em busca de terras férteis para cultivar.

## Geografia
De acordo com a divisão do Instituto Brasileiro de Geografia e Estatística vigente desde 2017, o município pertence às Regiões Geográficas Intermediária de Ipatinga e Imediata de João Monlevade. Até então, com a vigência das divisões em microrregiões e mesorregiões, o município fazia parte da microrregião de Itabira, que por sua vez estava incluída na mesorregião Metropolitana de Belo Horizonte. A cidade está localizada a 9 km da BR-262.

### Distritos
- Cônego João Pio (ou Teixeiras);
- Ilhéus do Prata;
- Juiraçu (ou Santa Izabel);
- Santana do Alfié;
- Vargem Linda.[4]

## Economia
Sua economia é baseada na agricultura pecuária e indústria, possui empresas e indústrias de médio porte, como a Anchieta Alimentos que atua em Minas Gerais e em outros estados brasileiros (SP, BA, RJ, ES). 
A produção agropecuária é responsável por quase 70% do PIB do município. Possui uma cooperativa de laticínios, que produz sob a marca DuPrata. Recapagem Pneus Prata, reformadora de pneus que atua em todo estado mineiro. Há também a Polpas & Cia, distribuidora de polpas de frutas congeladas em Minas Gerais

## Infraestrutura

### Saúde
A cidade possui um hospital filantrópico com 54 leitos, um posto de saúde, cinco farmácias e algumas clínicas particulares que oferecem serviços médicos e odontológicos.

### Educação
O município conta com dezenove escolas municipais e seis estaduais.

### Serviços e comunicação
Possui quatro agências bancárias: Banco do Brasil, Sicoob, Itaú e Bradesco, além de uma agência dos Correios. 
Possui serviço de internet e telefonia móvel oferecido por algumas operadoras. O município conta ainda com um jornal de circulação regional, o Tribuna do Prata.

### Transporte
São Domingos conta com pequenas empresas que prestam serviços de transporte intermunicipal, a Transprata e a Transbarcellos.

## Cultura
Todos os anos ocorrem diversas festas em São Domingos do Prata. Dentre elas destacam-se: O Aniversário da Cidade (Festa de São Domingos) - que acontece anualmente no fim de semana mais próximo ao dia 4 de Agosto, quando são realizadas as homenagens ao padroeiro da cidade; e O carnaval do Prata, atraindo um expressivo público, das cidades vizinhas e até mesmo de outros estados.
Há também as cavalgadas realizadas em cerca de dez distritos e povoados da cidade, sendo no Parque de Exposições da cidade, que ocorre a cavalgada mais famosa, viabilizada através de parcerias; Há o Encontro Nacional de Motociclistas atraindo motociclistas de todos os lugares do Estado e do Brasil; para completar a agenda de eventos da cidade, há o Festival Gastronômico, que reúne barraquinhas com amostras dos restaurantes e lanchonetes da região, além de cardápios gourmet. 
A Casa de Cultura Chiquito Moraes possue uma escola de música, com professores de violão, teclado e uma maestrina. Também há na instituição um acervo fotográfico da década de 50, e uma escola de capoeira.

### Turismo e lazer
Há antigas fazendas a serem visitadas, igrejas históricas, rico artesanato, muitas cachoeiras, voo livre, motocross dentre outros. A cidade possui clubes de lazer e casas de shows. A pedra da Baleia é uma grande atração turística.